# Begonia trichopoda
Begonia trichopoda là một loài thực vật có hoa trong họ Thu hải đường. Loài này được (Miq.) Miq. mô tả khoa học đầu tiên năm 1858.